# Турска аркебуза
Турска аркебуза (тур. tüfenk), рано османлијско ручно ватрено оружје, коришћено од средине 15. до краја 17. века.

## Историја
Иако изворно азијска држава, Османско царство примило је ватрено оружје из Европе. Османлије су се први пут сусреле са ватреним оружјем на Балкану већ средином 14. века, у својим првим сукобима са Млетачком републиком и Угарском, а до боја на Косову (1389) већ су увелико користили за оно време модерне топове.
Већ средином 15. века у списковима наоружања османских тврђава на Балкану појављује се реч туфек (тур. tüfenk), која највероватније означава аркебузу фитиљачу. Није познато да ли су ове најраније турске аркебузе имале серпентин или савршенији табан на фитиљ. Прве аркебузе усвојене су у наоружање јаничара већ током владавине Мурата II (1421-1451), иако је тек до средине 16. века већина јаничара добила аркебузе. Млетачки извори наводе да је Бајазит II (владао 1481-1512) снабдео јаничаре бољим пушкама, при чему се свакако радило о модернијој верзији фитиљача, али се не помиње да ли је ново оружје било увезено из Европе или произведено од самих Османлија. У том погледу вреди напоменути да историчари технологије приписују Османлијама усавршавање серпентинског механизма. Познато је да су аркебузе јаничара играле одлучујућу улогу у бици на Мохачу (1526).
Млетачки извори такође помињу да је Мурат III (владао 1574-95) опремио све јањичаре мускетама. Овај извор се несумњиво односи на још модерније оружје, мускету фитиљачу, први пут уведену почетком шеснаестог века од стране шпанских војника који су, борећи се у Италији против тешких оклопника, схватили да им је потребно моћније оружје. Мускета је била већа од аркебузе: имала је дужу цев и могла је да испаљује теже пројектиле са истом или већом брзином, па се показала ефикасном против тешког оклопа. Џон Франсис Гилмартен је  предложио да „процес који је произвео турску мускету из шеснаестог века мора да је имао паралелу са оним који је произвео њен шпански еквивалент“, јер су „тактички подстицаји и технолошки резултати били изузетно слични“. Заиста, постоје неке сличности између шпанског и османског ручног ватреног оружја.
До седамнаестог века јањичари су користили мускете фитиљаче (тур. fitilli tüfenk), иако се већ од краја 16. века у Турској производе и постепено уводе кремењаче (тур. çakmaklı tüfenk) са шпанским табаном. Овај механизам проширио се по целом Средоземљу и на Балкану заслугом Османлија, који су га рано усвојили. Пошто ране кремењаче нису били тако поуздане као фитиљаче, а биле су знатно скупље, Османлије су, као и западни Европљани, користили напоредо мускете оба система све до краја 17. века (после 1688).

## Карактеристике

### Лаке мускете
Европски извори 16. века често наводе да су османске мускете веће и теже од хришћанских. Ипак, генерализације треба узети са опрезом, јер су поред ових тешких мускета јањичари масовно користили мање и лакше туфеке. Године 1567. јањичари су у београдској тврђави користили мускете које су испаљивале метке од 12 и 15 грама. Слично оружје – свако је испаљивало метке од 12 г – коришћено је у османском Египту. Мускете произведене у државним радионицама и коришћене у Багдаду 1571. испаљивале су метке од 15 г. С обзиром на тежину оловних метака, ово оружје је имало калибар између 13 и 14 мм и вероватно је било слично мањим јаничарским мускетама, коришћеним у пољским биткама. Ове последње мускете су обично биле дугачке 115-140 цм, биле су тешке само 3-4,5 кг и имале су калибар од 11, 13, 14 или 16 мм (и ретко 19 или 20 мм). Карактеристике ових јањичарских пушака биле су веома сличне оружју које су користили европски противници јањичара. „Типична“ мускета фитиљача у европским војскама из шеснаестог века била је дугачка 120-150 цм, тешка 2,5-4,5 кг и калибра 14-18 мм.

### Тешке мускете
У опсадном рату или у одбрани тврђава Османлије су користиле тешку мускету са осмокраком или цилиндричном цеви. Позната као рововска пушка (тур. metris tüfengi) имала је цев дужине 130-160 цм и калибар 20-29 мм, али су коришћени комади са већим калибром (35 и 45 мм) за испаљивање граната. Када су европски извори тврдили да су османске пушке теже од европских вероватно су се односили на ово оружје.

### Квалитет
Што се тиче квалитета османских мушкета, извори су контрадикторни. Бивши јањичар, који је око 1606. написао најдетаљнији опис корпуса, жалио се да су мускете произведене у државним радионицама у Истанбулу биле лошијег квалитета у поређењу са онима које се могу набавити од приватних пушкара. Рајмундо Монтекуколи, с друге стране, тврдио да је метал турских мускета квалитетан и да су њихов домет и снага били већи од хришћанских, тврдња коју прихватају и историчари технологије. Ово последње сугерише да су цеви отоманских мускета биле јаче и поузданије од европских, јер су османски пушкари правили цеви тако што су равне челичне плоче увијали у спиралу - метод сличан оном за прављење Дамаск оштрице – што им је давало велику чврстину. Са друге стране, саме турске власти очигледно су имале боље мишљење о квалитету европског оружја, пошто су већ почетком 17. века почели да увозе мускете из Енглеске и Холандије, упркос блокади коју су спроводиле шпанска и млетачка флота. Малтешки бродови су у новембру 1605. успешно пресрели енглески брод који је превозио у Истамбул товар од  700 буради барута, 1,000 цеви за аркебузе, 500 коњичких аркебуза и 2,000 сечива за мачеве.

## Табан
Табан сачуваних османских фитиљача из 16. и 17. века оригиналног је типа и знатно се разликује од фитиљача које су у то време коришћене у Европи, као и од трзајних фитиљача које су преко португалских морепловаца прихваћене у Јапану (1543) и Кореји (1592). Табан је без табанске дашчице, са серпентином убаченим у шупљину кундака, испред чанка са припалом. Горњи крај серпентина био је савијен удесно, како би дохватио чанак на десној страни цеви. Притисак на доњи крај серпентина (испод кундака) обарао је серпентин са фитиљем напред и надоле. До оригиналне еволуције табана на фитиљ у Османском царству највероватније је дошло стога, што су прве аркебузе усвојене у наоружање јаничара релативно рано, већ током владавине Мурата II (1421-1451). Пошто је прави табан на фитиљ (са опругом и обарачем као код самострела и серпентином иза чанка) измишљен у Европи тек око 1470, прве аркебузе у турској војсци свакако нису имале табан, већ само прост серпентин. Из сачуваних примерака османских аркебуза и мускета из 16. и 17. века, видимо да су Османлијски мајстори најкасније почетком 16. века усавршили прост серпентин и произвели сопствену врсту табана, простију и јефтинију (без табанске дашчице, са мање покретних делова), али једнако поуздану.

## Ширење на источне земље
Овај прост механизам проширио се током 16 века на исток, најпре у Персију (после 1514), а одатле у Индију и Авганистан (после 1526), све до Кине династије Минг (око 1513-1524). Мускете овог типа остале су у употреби у Кини и Индији све до краја 19. века.

## Галерија
- Фитиљаче турског типа (од Османског царства до Кине)
- Турска фитиљача око 1600. Јасно се види серпентин који вири из шупљине кундака иза чанка за припалу, и доњи део серпентина испод кундака. Нема табанске дашчице.
- Тибетанска мускета фитиљача, око 1850.
- Табан тибетанске мускете са горње стране.
- Фитиљача из царства Сика, 19. век.
- Индијске фитиљаче, пушка и пиштољ, 19. век.
- Индијска фитиљача у облику пиштоља.
- Индијска мускета (тзв торадар), крај 18. или рани 19. век.
- Табан индијске мускете са горње стране.
- Фитиљача из Синда (сада Пакистан), друга четвртина 19. века.
- Табан фитиљаче из Синда са горње стране.
- Кинеске мускете фитиљаче, династија Минг (14-17. век).
- Вијетнамска мускета из периода династије Ћинг, илустрација из 1767. године.